# U155 (潜水艦)
U-155はドイツ海軍がかつて運用したUボートIXC型潜水艦。

## 艦歴
U-155は1941年5月12日に進水し、8月23日にアドルフ・ピエニング指揮下にて就役した。1944年8月から11月にかけては20歳のルートヴィヒ・フォン・フリーデブルクが指揮を執り、戦争中最年少のUボート艦長となった。

### 第1哨戒
1942年2月7日にキールを出航し哨戒任務に就いた。U-155は北海を航行しフェロー諸島とシェトランド諸島の間を通り大西洋に向かい、2月22日にグリーンランドのファーベル岬南にてにサマとアデレンを沈めた。
その後、アメリカ東海岸に移動し、3月7日にノースカロライナ州沖でアラブタンを沈めたが、10日には監視員1名が船外に投げ出される事故があった。U-155は3月27日にドイツ占領下にあるフランス大西洋岸のロリアンに入港した。 

### 第2哨戒
1942年4月24日にロリアンを出航し、U-155はカリブ海東部及び大西洋を哨戒した。U-155は5月14日にグレナダ南西にてブラバントを撃沈し、その後さらに6隻の船を沈めた。そのうちの1隻、シルバンアローは5月20日に雷撃を受けたが復旧が試みられ、沈没したのは8日後であった。U-155は6月14日にロリアンに帰港した。

### 第3哨戒
7月9日にロリアンを出港し、2度目と同様の海域を哨戒した。U-155はバルバドスの東にてバルバセナを雷撃により沈めたが、ピアーブは機銃により撃沈した。その後排水量6,000トンの貨物船クランフォードを撃沈し、負傷した2人の生存者はU-155に救助された。8月19日には航空機の攻撃を受け1名が船外に投げ出されたが、3度目の哨戒では合計10隻を沈めた。 

### 第4哨戒
1942年11月15日にはジブラルタルの北西で護衛空母アヴェンジャー(HMS Avenger, D14)及びイギリス輸送船エトリックを撃沈し、大西洋にてセロスケルクを沈めた。

### 第5哨戒
5度目の哨戒はカリブ海西部からフロリダ州の海域を哨戒した。U-155は1943年4月2日にハバナの西にてリーセフィヨルドを沈め、4月3日にフロリダ州の北東にて石油タンカーのガルフステートを沈めた。2013年にアメリカ海洋大気庁による海洋遺産の環境修復プロジェクトにて、沈没したガルフステートが潜在的な石油汚染源であることが確認された。
4月27日、U-155は帰港に向けて航行している際にスペインのフィニステレ岬北西にて未知の航空機による攻撃を受けた。

### 第6哨戒
航空攻撃による脅威に対抗するため、U-155はビスケー湾にてU-68、U-159、U-415、U-634と編隊を組んだ。編隊は6月14日に4機（3機はNo. 307飛行隊、1機は第410飛行隊RCAFから）のDH.98 モスキートによって攻撃された。モスキートの1機は左舷エンジンに対空砲を受け、攻撃を中止し離脱した。U-155の乗員の5名が負傷し、6月16日にロリアン戻った。負傷した乗員は帰港後にU-68の医師によって治療を受けた。

### 第7～10哨戒
7度目の哨戒任務はカーボベルデ諸島の北東を航行したが標的は発見できたかった。8度目の哨戒ではブラジルの北東に向かいサイレンジャーを撃沈した。9度目の哨戒は105日に渡りこれまでで最長であったが、7度目と同様に標的は発見できたかった。1944年9月9日にはロリアンを出港し最後の哨戒を行った。U-155は迂回するルートでドイツに戻り、10月21日にフレンスブルクに停泊した。 

## 戦後
ドイツ軍の降伏後、U-155はヴィルヘルムスハーフェンからイギリス海軍のデッドライト作戦によりスコットランドへ曳航され、1945年12月21日に沈没した。

## 戦果一覧
| 日付           | 船名/艦名            | 国籍/所属    | トン数 | 結果 |
| 1942年2月22日  | アデレン             | イギリス     | 7,984  | 沈没 |
| 1942年2月22日  | サマ                 | ブラジル     | 1,799  | 沈没 |
| 1942年3月7日   | アラブタン           | ベルギー     | 7,874  | 沈没 |
| 1942年5月14日  | ブラバント           | ベルギー     | 2,483  | 沈没 |
| 1942年5月17日  | チャレンジャー       | アメリカ海軍 | 7,667  | 沈没 |
| 1942年5月17日  | サンビクトリオ       | イギリス     | 8,136  | 沈没 |
| 1942年5月20日  | シルバンアロー       | パナマ       | 7,797  | 沈没 |
| 1942年5月23日  | ワトソンビル         | パナマ       | 2,220  | 沈没 |
| 1942年5月28日  | ポセイドン           | オランダ     | 1,928  | 沈没 |
| 1942年5月30日  | バグダッド           | ノルウェー   | 2,161  | 沈没 |
| 1942年7月28日  | バルバセナ           | ブラジル     | 4,772  | 沈没 |
| 1942年7月28日  | ピアーブ             | ブラジル     | 2,347  | 沈没 |
| 1942年7月28日  | ビル                 | ノルウェー   | 2,445  | 沈没 |
| 1942年7月30日  | クランフォード       | アメリカ     | 6,096  | 沈没 |
| 1942年8月1日   | クランマクノートン   | イギリス     | 8,088  | 沈没 |
| 1942年8月1日   | ケンタウロス         | オランダ     | 5,878  | 沈没 |
| 1942年8月4日   | エンパイアアーノルド | イギリス     | 7,045  | 沈没 |
| 1942年8月5日   | ドラコ               | オランダ     | 389    | 沈没 |
| 1942年8月9日   | サンエミリアーノ     | イギリス     | 8,071  | 沈没 |
| 1942年8月10日  | ストラボン           | オランダ     | 383    | 沈没 |
| 1942年11月15日 | エトリック           | イギリス     | 11,279 | 沈没 |
| 1942年11月15日 | HMSアヴェンジャー    | イギリス海軍 | 13,785 | 沈没 |
| 1942年11月15日 | USSアルマック        | アメリカ海軍 | 6,736  | 損傷 |
| 1942年12月6日  | スロースケルケ       | オランダ     | 8,456  | 沈没 |
| 1943年4月2日   | リーセフィヨルド     | ノルウェー   | 1,091  | 沈没 |
| 1943年4月3日   | ガルフステート       | アメリカ     | 6,882  | 沈没 |
| 1943年10月24日 | サイレンジャー       | ノルウェー   | 5,393  | 沈没 |